# 岡田只治
岡田 只治（おかだ ただじ、嘉永3年5月19日〈1850年6月28日〉 - 大正3年〈1914年〉9月10日）は、日本の実業家・発明家。

## 来歴
嘉永3年（1850年）5月、美濃国山県郡保戸島村大字戸田16（現在の岐阜県関市戸田267）の庄屋の家に生まれた。
故郷は長良川と今川に挟まれており、古くから水害の多い場所だった。1933年（昭和8年）に保戸島橋が架かるまで、渡し舟を用いないと対岸との行き来ができない土地だった。
岡田は自費で用水の開削と堤防の築造を計画し、1880年（明治13年）8月に両者が竣工した。さらに各務用水の開削にも着手し、1891年（明治24年）5月にはほとんど完成に至ったが、同年10月28日の濃尾地震で水路が崩壊した。その後、各務用水は復旧するたびに洪水に見舞われたが、稲葉郡と武儀郡の農地化に貢献した。
1897年（明治30年）頃に岡田式渡船方式を考案し、地元を流れる長良川に渡船が取り付けられた。1902年（明治35年）にはジャーナリストの末松謙澄が岡田式渡船方式を賞賛し、構造を新聞に掲載して全国に紹介した。1903年（明治36年）には「岡田式渡船装置」として特許が認められた。川路利恭岐阜県知事は岐阜県下の渡船を岡田式渡船方式に改めることを決め、わずか数年間で太田の渡しなど数十か所が岡田式渡船方式となった。
岡田は農業や治水に関するさまざまな発明を行い、桑切鋏の考案なども行っている。1914年（大正3年）9月10日に死去した。

## 岡田式渡船方式

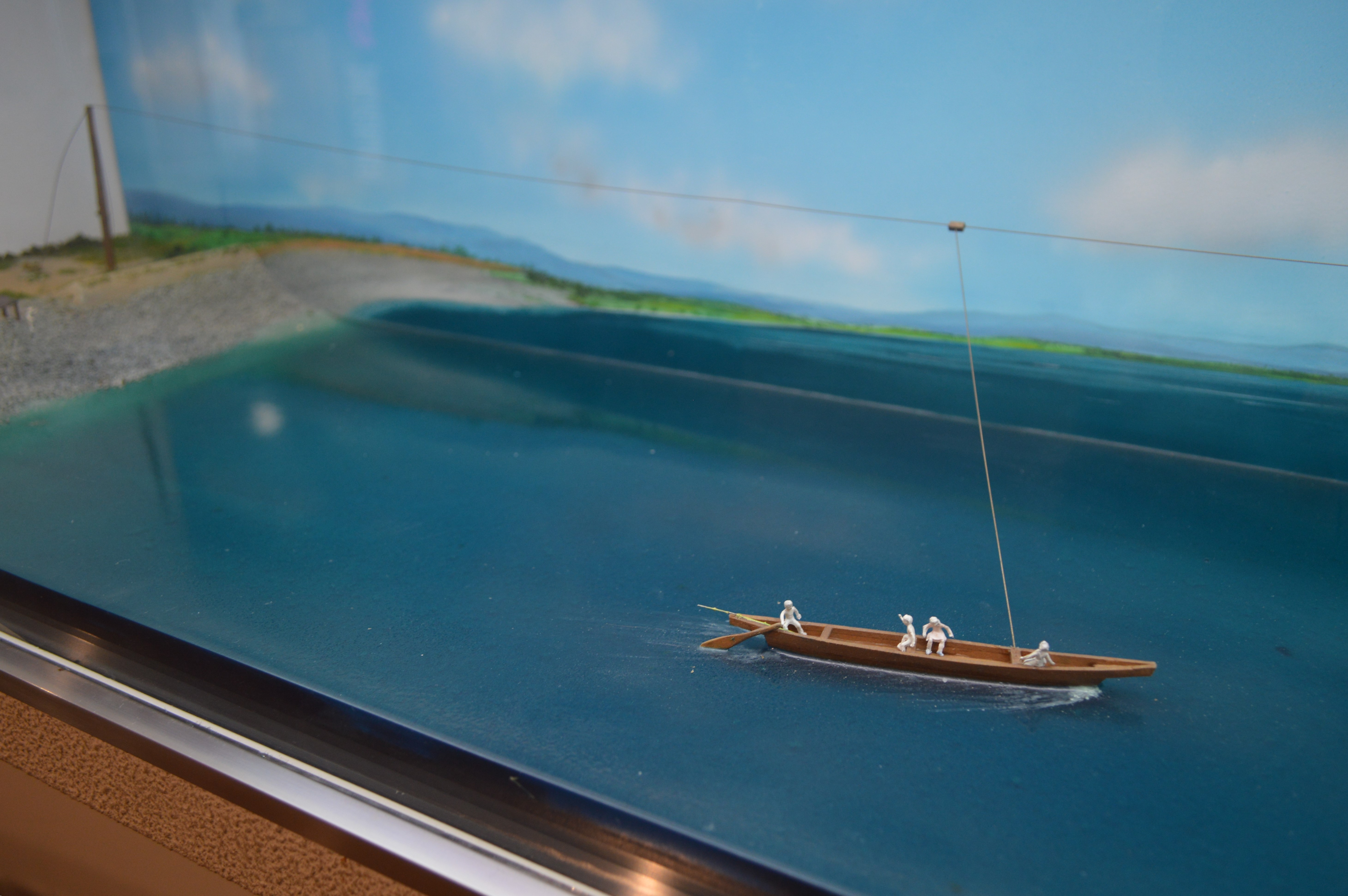
岡田式渡船方式

岡田只司は渡船技術として岡田式渡船方式を考案した。川の両岸に固定した支柱にワイヤーを張り、滑車を取り付けたロープを船に結び付け、水流を動力源として川を渡る技術である。
岡田式渡船は最盛期には全国約60か所の渡船場における渡船方式として使用されていた。その後、架橋技術の進歩によって各地の渡し船が橋梁に置き換えられている。